# Saluc
Saluc S.A. est le leader mondial dans la fabrication de boules de billard et de snooker sous le label Aramith. Saluc développe également une large gamme de billes industrielles sous le label Preciball. 
Le siège d'exploitation est situé à Callenelle, Péruwelz, (Belgique). La société fut fondée en 1923, elle fabriquait à l'époque des tanins synthétiques pour plus de quarante tanneries qui florissaient dans la région. L'après-guerre connut l'extinction progressive de ce secteur d'activité si bien que la société anonyme se mit à développer d'autres produits, notamment la fabrication de chapelets ou, plus tard, de raquettes de tennis (modèle synthétique Caldon développé en collaboration avec Donnay). C'est vers 1960 qu'elle commença à prendre pied sur le marché des boules de billard, au départ fabriquées en ivoire. Mais l'innovation majeure pour celles-ci fut l'utilisation à partir des années 1970 de la résine phénolique, qui va devenir le matériau de prédilection de l'entreprise. La S.A. Saluc fabrique également d'autres billes industrielles dans différents domaines (billes de bowling à 9 quilles, billes de roulette, billes à usage médical, ou encore des trackballs). Saluc exporte 99 % de sa production dans 85 pays et détient en 2017 80 % du marché des boules de billard. Après avoir fait longtemps partie du groupe chimique Floridienne et être passée en différentes mains de private equity, elle est rachetée en 2012 par Peltzer & Fils, la société mère de Iwan Simonis,.

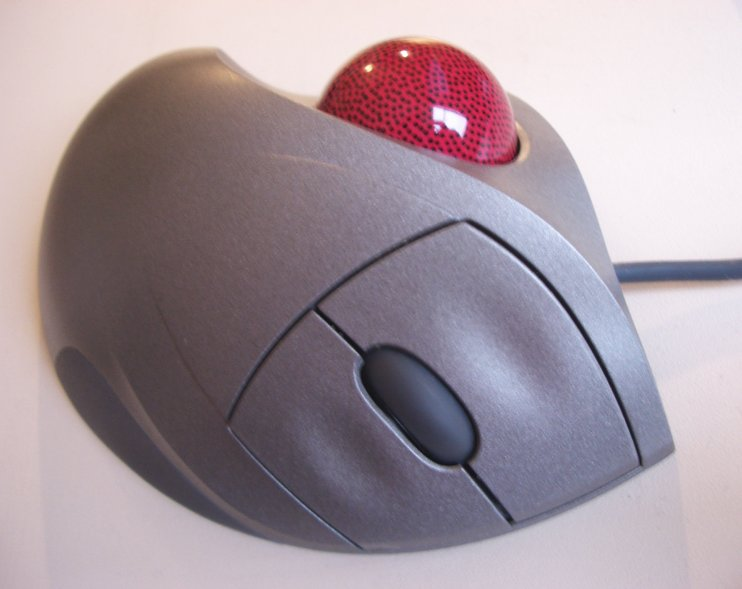
Le trackball de Logitech